# Sony Honda Mobility
A Sony Honda Mobility Inc. japán autóipari vállalat, amelyet a Sony Group Corporation és a Honda Motor Company hozott létre 2022-ben akkumulátoros elektromos járművek gyártására. A cég Afeela márkanév alatt forgalmazza járműveit
A vállalat azt tervezi, hogy 2025 első felében előrendeléseket vesz fel, és 2026 tavaszán szállítja le az első autókat az észak-amerikai vásárlóknak. A jármű gyártása a Honda egyik egyesült államokbeli gyárában zajlik majd
2020 januárjában a Sony bemutatta első elektromos szedán prototípusát a Las Vegas-i Consumer Electronics Show-n. A jármű a Sony Vision-S nevet kapta. A cég szerint a Vision-S magában foglalja a Sony képalkotó és érzékelő technológiáit. Ezzel szemben a Sony mesterséges intelligencia, telekommunikációs és számítási felhőtechnológiái lehetővé teszik a jármű jellemzőinek folyamatos frissítését és fejlesztését.
2022 áprilisában a Sony létrehozta a Sony Mobility Inc.-t mobilitási szolgáltató részlegként.
2023. január 5-én a vállalat az 56. Consumer Electronics Show-n bemutatta első elektromosjármű-prototípusát Afeela márkanévvel. A prototípus egy négyajtós szedán, amelyet 2026-ban gyártanak majd az Egyesült Államokban, és korlátozott körülmények között 3. szintű automatizált vezetési képességekkel rendelkezik majd.
A 2023 januárjában bemutatott Afeela prototípus egy négyajtós szedán, amely 2025 első felében lesz előrendelhető, míg az első szállítmányokat 2026 tavaszán szállítják az észak-amerikai ügyfeleknek. 45 kamerával és érzékelővel rendelkezik a járművön belül és kívül, hogy biztosítsa a biztonságát. Ezzel egyidejűleg a Qualcomm system-on-a-chip technológiáját, beleértve a Snapdragon digitális alvázukat is, használja majd a jármű, míg a pilótafülkét és a szoftverarchitektúrát az Elektrobit Automotive tette lehetővé, amely a Sonyval is együttműködött a szoftverfejlesztésben és a UX-nél a Sony Vision-S-nél, az elektronikai óriás első prototípusánál. Az autót a Honda egyik észak-amerikai gyárában gyártják majd. A vállalat az Epic Games ' Unreal Engine-t, egy 3D számítógépes grafikus videójáték-motort is integrálja járműveibe, hogy segítse az autós kommunikációt, biztonságot és szórakoztatást.